# Podkuk
Podkuk is een plaats in de gemeente Buzet in de Kroatische provincie Istrië. De plaats telt 1 inwoners (2001).